# 1756 au Canada
Pour un article plus général, voir Chronologie du Canada.
Cet article traite des événements qui se sont produits durant l'année 1756 au Canada.

## Événements
- 25 janvier, Versailles : Louis-Joseph, marquis de Montcalm (1712-1759), est nommé commandant des troupes françaises de la Nouvelle-France par le ministre Marc-Pierre de Voyer d'Argenson[1].
- 16 février : liquidation de la Société du Canada[2].
- 27 mars : victoire française à la bataille de Fort Bull[3].

- Printemps : lancement du navire Marquise de Vaudreuil sur le Lac Ontario[4].
- 12 mai : Louis-Joseph de Montcalm arrive à Québec avec 450 soldats des régiments Royal-Roussillon et de la Sarre. Le 22 mai, il se rend à Montréal et devient le subalterne de Vaudreuil[1]. Début de rivalités entre les deux hommes : Montcalm n’aime guère rendre des comptes à Vaudreuil, il ne cherche pas à protéger les frontières avec une rigueur stricte et il ne tient pas à sauver la Nouvelle-France à tout prix, ce que Vaudreuil ne peut accepter, lui qui est né en Nouvelle-France.

- 23 juillet : Charles Lawrence est nommé gouverneur de la Nouvelle-Écosse[5].

- 2 août : une garnison commandée par Louis Coulon de Villiers attaque Fort Granville en Pennsylvanie. Le fort est détruit[6].
- 11-14 août : victoire française à la bataille de Fort Oswego près du lac Ontario[1]. Louis-Joseph de Montcalm, allié aux Amérindiens, détruit Fort Oswego puis prend Fort William Henry, sur le Lac George, qui commande la haute vallée de l’Hudson (9 août)[7]. Il contrôle la région des Grands Lacs en Amérique du Nord. Le roi autorise Montcalm à mener son armée comme bon lui semble, sans l’accord du gouverneur Vaudreuil.
- 8 septembre : Expédition Kittanning en Pennsylvanie contre des amérindiens Lenapes alliés aux français[8]. Victoire britannique à la bataille du lac George, alors lac du Saint-Sacrement[9].
- Septembre : les britanniques en guerre contre les Micmacs abandonnent le Fort Gaspareaux renommé Fort Monckton et le détruisent[10].

- À la suite d'une entente avec l'intendant François Bigot, Marguerite d'Youville accueille des soldats blessés et des prisonniers britanniques à son hôpital[11].
- Construction du Moulin à eau Gariépy de Baie-Saint-Paul.

## Naissances
- 26 mars : Samuel Lee, juge et politicien au Nouveau-Brunswick († 3 mars 1805).
- Jean-François Hamtramck, officier canadien qui a joint les américains durant la guerre d'indépendance († 11 avril 1803).

## Décès

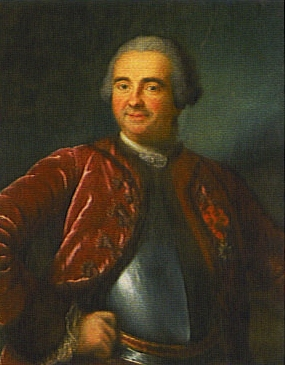
Gaspard Chaussegros de Lery

- 23 mars : Gaspard-Joseph Chaussegros de Léry, ingénieur militaire (° 3 octobre 1682).
- 10 juillet : Jean François Gauthier, naturaliste. Il laisse à la postérité le genre Gaultheria en botanique (° 6 octobre 1708).
- 16 juillet : Jacques Ruël, professeur jésuite (° 9 novembre 1673).
- 26 octobre : Rolland-Michel Barrin, comte de la Galissionnière, gouverneur de la Nouvelle-France (° 10 novembre 1693).
- Douville (enseigne), militaire